# 시릴 라마포사
시릴 라마포사(영어: Cyril Ramaphosa, 문화어: 씨릴 라마포싸, 1952년 11월 17일~)는 남아프리카 공화국의 정치인이다. 2018년부터 남아프리카 공화국 대통령, 2017년부터 아프리카 국민회의 의장을 맡고 있다. 이전에 아파르트헤이트 반대 운동가, 노동 조합 지도자, 사업가로 활동했던 라마포사는 넬슨 만델라가 아프리카 국민회의 지도자였던 시절에는 아프리카 국민회의 사무총장, 제이콥 주마 정권에선 부통령과 국가계획위원회 위원장을 지냈다.

## 역대 선거 결과
| 선거명      | 직책명                     | 대수 | 정당              | 득표율   | 득표수 | 결과 | 당락 |
| ----------- | -------------------------- | ---- | ----------------- | -------- | ------ | ---- | ---- |
| 2018년 선거 | 남아프리카 공화국의 대통령 | 12대 | 아프리카 민족회의 | 단독후보 | 무투표 | 1위  |      |
| 2019년 선거 | 남아프리카 공화국의 대통령 | 12대 | 아프리카 민족회의 | 57.50%   | 230표  | 1위  |      |
| 2024년 선거 | 남아프리카 공화국의 대통령 | 12대 | 아프리카 민족회의 | 86.54%   | 283표  | 1위  |      |